# Михеев, Андрей Васильевич
Андре́й Васи́льевич Михе́ев (род. 1 июля 1987, Ростов-на-Дону, СССР) — российский футболист, полузащитник. Спортивный директор «Чайки».

## Карьера

### Клубная
Воспитанник футбольной школы «Ростов-21 Век». Первый тренер — Алексей Давыдович Кром. Играл в молодёжной команде «Ростсельмаша». Первый профессиональный контракт подписал в 2006 году с подольским «Витязем». Своей игрой заинтересовал скаутов «Сатурна», куда вскоре и перебрался. Отыграв сезон за дубль, был арендован «Таганрогом», став лучшим бомбардиром команды. 8 декабря 2008 года перешёл в «Краснодар», с которым вышел в Премьер-лигу. 12 марта 2011 года дебютировал в элитном дивизионе в матче против «Анжи» (0:0), заменив на 72-й минуте Жоазиньо. 29 августа 2012 года расторг контракт с клубом и 4 сентября пополнил ряды «Уфы». В сезоне 2013/14 защищал цвета «Салюта» и «Ротора». В августе 2014 года подписал контракт с «Сахалином». В 2015 году перешёл в армавирское «Торпедо». Завершил карьеру в 2018 году в «Чайке».

### В сборной
В 2006 году провёл 2 матча в составе юношеской сборной России до 19 лет. 10 октября 2011 года провёл единственный матч за вторую сборную России против олимпийской сборной Беларуси (3:2).

### Административная
В ноябре 2023 года был назначен спортивным директором «Чайки».

## Достижения
- Победитель зоны «Юг» Второго дивизиона: 2014/15
- Бронзовый призёр зоны «Юг» Второго дивизиона: 2017/18